# Президентский симфонический оркестр

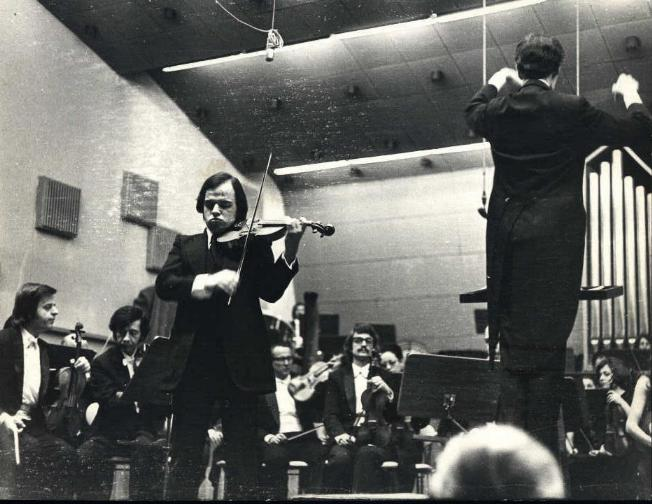
Скрипач Тунч Унвер выступает с Президентским симфоническим оркестром (1973, за пультом Жан Периссон)

Президентский симфонический оркестр (тур. Cumhurbaşkanlığı Senfoni Orkestrası) — турецкий симфонический оркестр, базирующийся в Анкаре.
Оркестр ведёт свою историю от Императорского духового оркестра (тур. Mızıka-ı Humayun), учреждённого в 1826 году распоряжением султана Махмуда II. Руководить оркестром был приглашён Джузеппе Доницетти, брат знаменитого оперного композитора. В 1846 году он дополнил состав оркестра струнными инструментами, приблизив его, тем самым, к европейским образцам. С оркестром выступали ведущие европейские солисты — например, Анри Вьётан (1848) и Франц Лист (1857). С участием оркестра ставились и оперы — так, в 1869 году по случаю визита французской императрицы Евгении для высоких гостей из Франции была исполнена опера Шарля Гуно «Фауст». В 1917 году оркестр во главе с Зеки Унгёром совершил первые зарубежные гастроли, с успехом выступив в Софии, Берлине, Дрездене, Мюнхене, Вене и Будапеште.
Пережив тяжёлые времена в ходе распада Османской империи (последний султан, Мехмед VI, в частности, запретил выступления оркестра за пределами императорского дворца), оркестр был реформирован и переведён из Стамбула в Анкару Кемалем Ататюрком и 11 марта 1924 года дал первый концерт в пользу беженцев из Румелии. Оркестр был переименован в Президентский, патронировала его супруга Ататюрка. В это же время при оркестре была основана Школа учителей музыки (тур. Musiki Muallim Mektebi), в дальнейшем преобразованная в Анкарскую консерваторию.

## Руководители оркестра
- Джузеппе Доницетти (1826—1856)
- Каллисто Гвателли (1856—1899)
- Аранда (1899—1908)
- Саффет Атабинен (1908—1917)
- Зеки Унгёр (1917—1934)
- Ахмед Аднан Сайгун (1934—1935)
- Эрнст Преториус (1935—1946)
- Хасан Ферит Алнар (1946—1957)
- Роберт Лоуренс (1957—1959)
- Бруно Бого (1960—1962)
- Отто Мацерат (1962—1963)
- Готхольд Эфраим Лессинг (1963—1971)
- Жан Периссон (1971—1977)
- Тадеуш Стругала (1977—1982)
- Гюрер Айкал (1988—2006)
- Ренгим Гёкмен (с 2006 г.)